# Discosauriscus
Discosauriscus був невеликим сеймуріаморфом, який жив на території сучасної Центральної та Західної Європи в ранньопермський період. Його найкращі скам'янілості були знайдені в Брумовській і Бачовській формаціях Чехії.